# Unione Sovietica agli VIII Giochi olimpici invernali
L'Unione Sovietica partecipò agli VIII Giochi olimpici invernali, svoltisi a Squaw Valley, Stati Uniti, dal 18 al 28 febbraio 1960, con una delegazione di 62 atleti impegnati in otto discipline.

## Medagliere

### Per discipline
| Sport                   | Oro | Argento | Bronzo | Totale |
| ----------------------- | --- | ------- | ------ | ------ |
| Pattinaggio di velocità | 6   | 3       | 3      | 12     |
| Sci di fondo            | 1   | 2       | 3      | 6      |
| Biathlon                | 0   | 0       | 1      | 1      |
| Combinata nordica       | 0   | 0       | 1      | 1      |
| Hockey su ghiaccio      | 0   | 0       | 1      | 1      |
| Totale                  | 7   | 5       | 9      | 21     |

### Medaglie
| Medaglia | Atleta | Sport                   | Evento              |
| -------- | --- | ----------------------- | ------------------- |
| Oro      | Evgenij Grišin | Pattinaggio di velocità | 500 m maschile      |
| Oro      | Evgenij Grišin | Pattinaggio di velocità | 1500 m maschile     |
| Oro      | Viktor Kosichkin | Pattinaggio di velocità | 5000 m maschile     |
| Oro      | Klara Guseva | Pattinaggio di velocità | 1000 m femminile    |
| Oro      | Lidija Skoblikova | Pattinaggio di velocità | 1500 m femminile    |
| Oro      | Lidija Skoblikova | Pattinaggio di velocità | 3000 m femminile    |
| Oro      | Mariya Gusakova | Sci di fondo            | 10 km femminile     |
| Argento  | Viktor Kosichkin | Pattinaggio di velocità | 10000 m maschile    |
| Argento  | Natal'ja Dončenko | Pattinaggio di velocità | 500 m femminile     |
| Argento  | Valentina Stenina | Pattinaggio di velocità | 3000 m femminile    |
| Argento  | Ljubov' Kozyreva | Sci di fondo            | 10 km femminile     |
| Argento  | Rad'ja Erošina Mariya Gusakova Ljubov' Kozyreva | Sci di fondo            | Staffetta femminile |
| Bronzo   | Aleksandr Privalov | Biathlon                | -                   |
| Bronzo   | Veniamin Aleksandrov Aleksander Al'metov Jurij Baulin Michail Byčkov Vladimir Grebennikov Evgenij Grošev Viktor Jakušev Evgenij Ërkin Nikolaj Karpov Al'fred Kučevskij Konstantin Loktev Stanislav Petuchov Viktor Prjažnikov Nikolaj Pučkov Genrich Sidorenkov Nikolaj Sologubov Jurij Cicinov | Hockey su ghiaccio      | Torneo              |
| Bronzo   | Rafaėl' Grač | Pattinaggio di velocità | 500 m maschile      |
| Bronzo   | Boris Stenin | Pattinaggio di velocità | 1500 m maschile     |
| Bronzo   | Tamara Rylova | Pattinaggio di velocità | 1000 m femminile    |
| Bronzo   | Nikolaj Gusakov | Combinata nordica       | -                   |
| Bronzo   | Nikolaj Anikin | Sci di fondo            | 30 km maschile      |
| Bronzo   | Anatoly Shelyukhin Gennady Vaganov Aleksey Kuznetsov Nikolaj Anikin | Sci di fondo            | Staffetta maschile  |
| Bronzo   | Rad'ja Erošina | Sci di fondo            | 10 km femminile     |